# 채석장

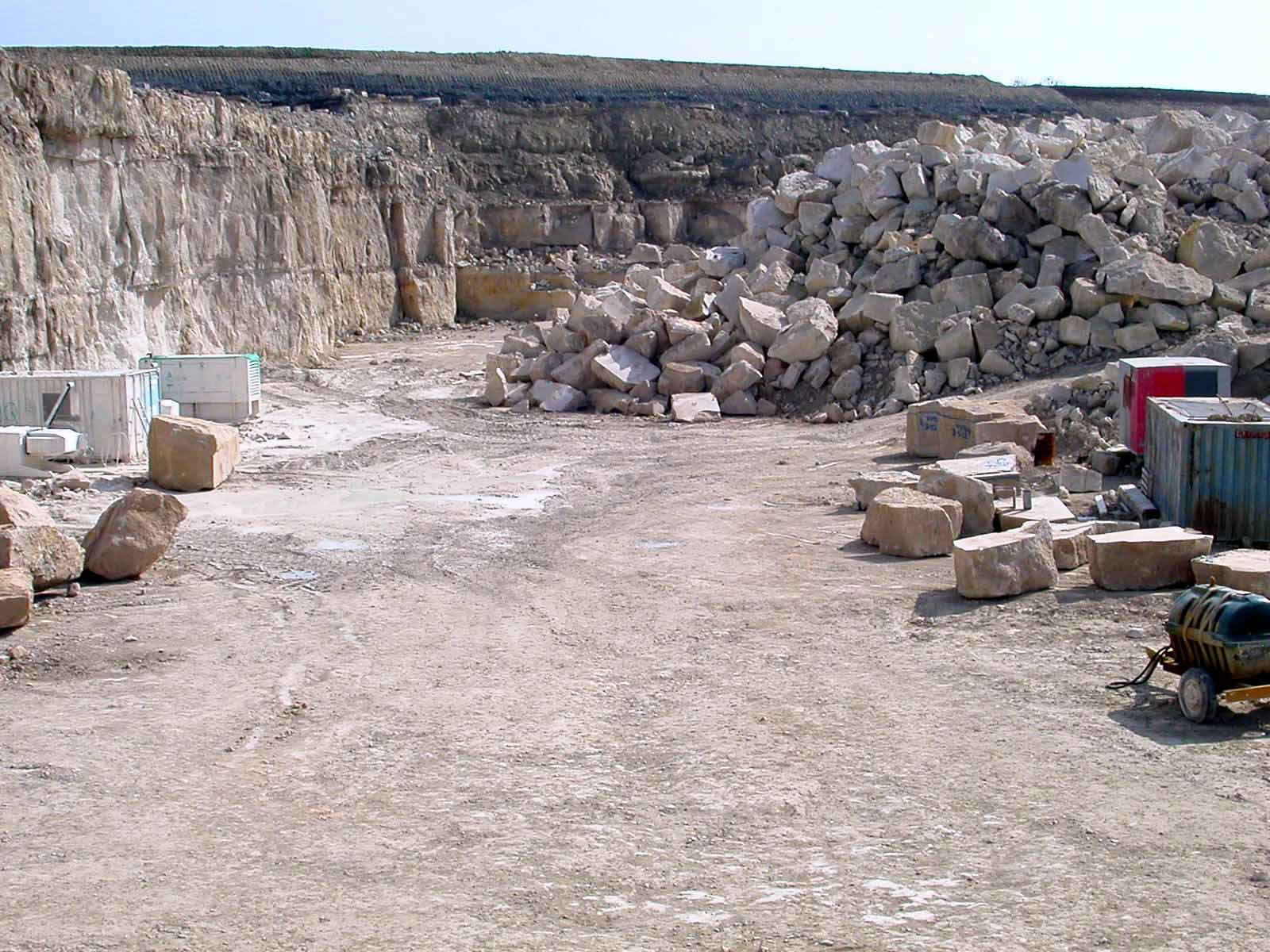
영국 포트랜드에 있는 한 채석장

채석장(採石場)은 돌을 채취하기 위한 곳으로 일반적으로 개방된 광산을 말한다.

## 문제점
채석장은 지하수면에 가깝게 되기 때문에 지하수가 유출되는 것이 일반적이다. 채굴 중에는 펌프를 이용하여 물을 퍼내는데 침출수가 많아지면 문제가 발생하여 더 많은 노력이 요구된다. 채석장 주위에 도랑을 만들어 펌프로 끌어올린 물을 배수시키는 경우도 있다.
채석장은 소음과 먼지를 많이 발생시키고 외관상 보기에 좋지 않기 때문에 인근 주민과 지방자치단체들이 좋게 생각하지 않으며, 규제를 가하고 있다. 그러나 캐나다의 뷰차드 가든과 같은 경우는 성공적으로 버려진 채석장을 재활용한 예로 일컬어지고 있다.
버려진 채석장은 수영장으로 개조되기도 하는데 물이 매우 맑고 차가운 것이 특징이다.

## 같이 보기
- 탄광
- 광물 목록
- 암석 목록
- 광부